# Eva Lazzaro
Eva Lazzaro (Melbourne, 23 giugno 1995) è un'attrice australiana.

## Biografia
Appassionata del mondo cinematografico e televisivo muove i primi passi nella serie Blue Heelers - Poliziotti con il cuore e successivamente al cinema con Jindabyne e Blessed. È nata da una famiglia di immigrati italiani.

## Filmografia

### Cinema
- Jindabyne, regia di Ray Lawrence (2006)
- Blessed, regia di Ana Kokkinos (2009)
- Jack & Lily, regia di Damian McLindon - cortometraggio (2012)
- Ricochet, regia di David Forster - cortometraggio (2012)
- The Turning, regia collettiva (2013) - (episodio "Fog")
- Joe Cinque's Consolation, regia di Sotiris Dounoukos (2016)
- The Last Time I Saw You, regia di Damian McLindon - cortometraggio (2018)
- Triple Swear, regia di Dannika Horvat - cortometraggio (2019)

### Televisione
- Blue Heelers - Poliziotti con il cuore (Blue Heelers) – serie TV, episodi 9x27-12x3 (2002-2005)
- Incubi e deliri (Nightmares & Dreamscapes: From the Stories of Stephen King) – miniserie TV, episodi 1x2 (2006)
- Underbelly – miniserie TV, 4 episodi (2008)
- Elephant Princess (The Elephant Princess) – serie TV, 19 episodi (2008-2009)
- Satisfaction – serie TV, episodi 3x4 (2009)
- The Pacific – miniserie TV, episodi 1x3 (2010)
- Miss Fisher - Delitti e misteri (Miss Fisher's Murder Mysteries) – serie TV, episodi 1x9 (2012)
- Tangle – serie TV, 22 episodi (2009-2012)
- It's a Date – serie TV, episodi 1x3 (2013)
- Seven Types of Ambiguity – serie TV, episodi 1x5 (2017)